# Малу
Малу́ (исп. Malú, полное имя Мария Лусия Санчес Бенитес (исп. María Lucía Sánchez Benítez); род. 15 марта 1982, Мадрид) — испанская певица. Племянница известного музыканта фламенко Пако Де Лусии.

## Биография
Малу родилась в семье артистов, с детства окружённая искусством и музыкой. Как её отец, Пепе де Лусия, так и мать, Пепи Бенитес, — певцы, а её дядя Пако Де Лусия — всемирно известный гитарист фламенко. Старший брат Малу, Хосе де Лусия, также гитарист.
Малу начала свою музыкальную карьеру в 15 лет, имея основной целью пропуск занятий в школе. В то время она не имела больших ожиданий от мира музыки. На текущий момент её музыкальная карьера длится уже более 15 лет, она имеет 9 студийных дисков, 4 сборника и активно гастролирует.
Вне сценической жизни она известна своим участием в различных благотворительных акциях с такими организациями, как Красный Крест, Unicef, Save the Children (Спасите детей), AECC, и за активную защиту животных, в том числе вместе с организацией Mascoteros solidarios.
В 2014—2017 годах Малу состояла в романтических отношениях с испанским телеведущим Гонсало Миро. В 2019 году стало известно о романе Малу с испанским политиком Альбером Риверой. 4 декабря 2019 года пара объявила, что ждёт ребёнка. 6 июня 2020 года у Малу и Альбера Риверы родилась дочь Лусия.

## Дискография
| Год  | Название                                                                       | Продажи в Испании |
| ---- | ------------------------------------------------------------------------------ | ----------------- |
| 1998 | Aprendiz - Первый студийный альбом - Издан: 1998 - Формат: CD                  | 400 000           |
| 1999 | Cambiarás - Второй студийный альбом - Издан: 1999 - Формат: CD                 | 150 000           |
| 2001 | Esta Vez - Третий студийный альбом - Издан: Май 2001 года - Формат: CD         | 300 000           |
| 2003 | Otra Piel - Четвёртый студийный альбом - Издан: 30 июня 2003 года - Формат: CD | 50 000            |
| 2004 | Por Una Vez - Лайв-альбом - Издан: 19 апреля 2004 года - Форматы: CD + DVD     | 70 000            |
| 2005 | Malú - Пятый студийный альбом - Издан: Апрель 2005 года - Формат: CD           | 150 000           |
| 2006 | Desafío - Шестой студийный альбом - Издан: 31 октября 2006 года - Формат: CD   | 80 000            |
| 2007 | Gracias - Седьмой студийный альбом - Издан: 2007 - Формат: CD                  | 41 448            |
| 2009 | Vive - Седьмой студийный альбом - Издан: 2009 - Формат: CD                     | 40 000            |